# Samuel Wesley
Samuel Wesley (24 de febrero de 1766 - 11 de octubre de 1837) fue un organista y compositor inglés de finales de la época georgiana. Wesley fue contemporáneo de Mozart (1756-1791) y en algunos círculos lo llegaron a llamar "el Mozart inglés".

## Vida personal
Nacido en Bristol, fue hijo  del notable metodista y compositor de himnos Charles Wesley, nieto de Samuel Wesley, poeta de finales de la época estuardiana, y sobrino de John Wesley, fundador de la Iglesia metodista.
Su educación musical inicial se desarrolló en el hogar familiar de Brístol, donde Sarah Wesley, su madre, cantaba y tocaba el clavecín. Las piezas favoritas de la familia eran himnos y obras de Handel. También tomó lecciones de David Williams, organista de la iglesia de Todos los Santos de Brístol. En 1771 su padre adquirió una segunda casa en Chesterfield Street, Marylebone, Londres. Samuel se trasladó a la casa de Londres hacia 1778.
Samuel tenía la convicción filosófica de que su matrimonio se había constituido por la relación sexual, excluyendo cualquier ceremonia civil o religiosa, pero tras un escandaloso retraso, se casó con Charlotte Louise Martin en 1793 y  tuvieron tres niños. Este matrimonio se rompió cuando Charlotte descubrió los amoríos de Samuel con la criada de la casa, la adolescente Sarah Suter. Samuel y Sarah no llegaron a casarse, pero tuvieron cuatro hijos, entre ellos Samuel Sebastian Wesley (1810–1876) que fue organista de catedral y notable compositor.

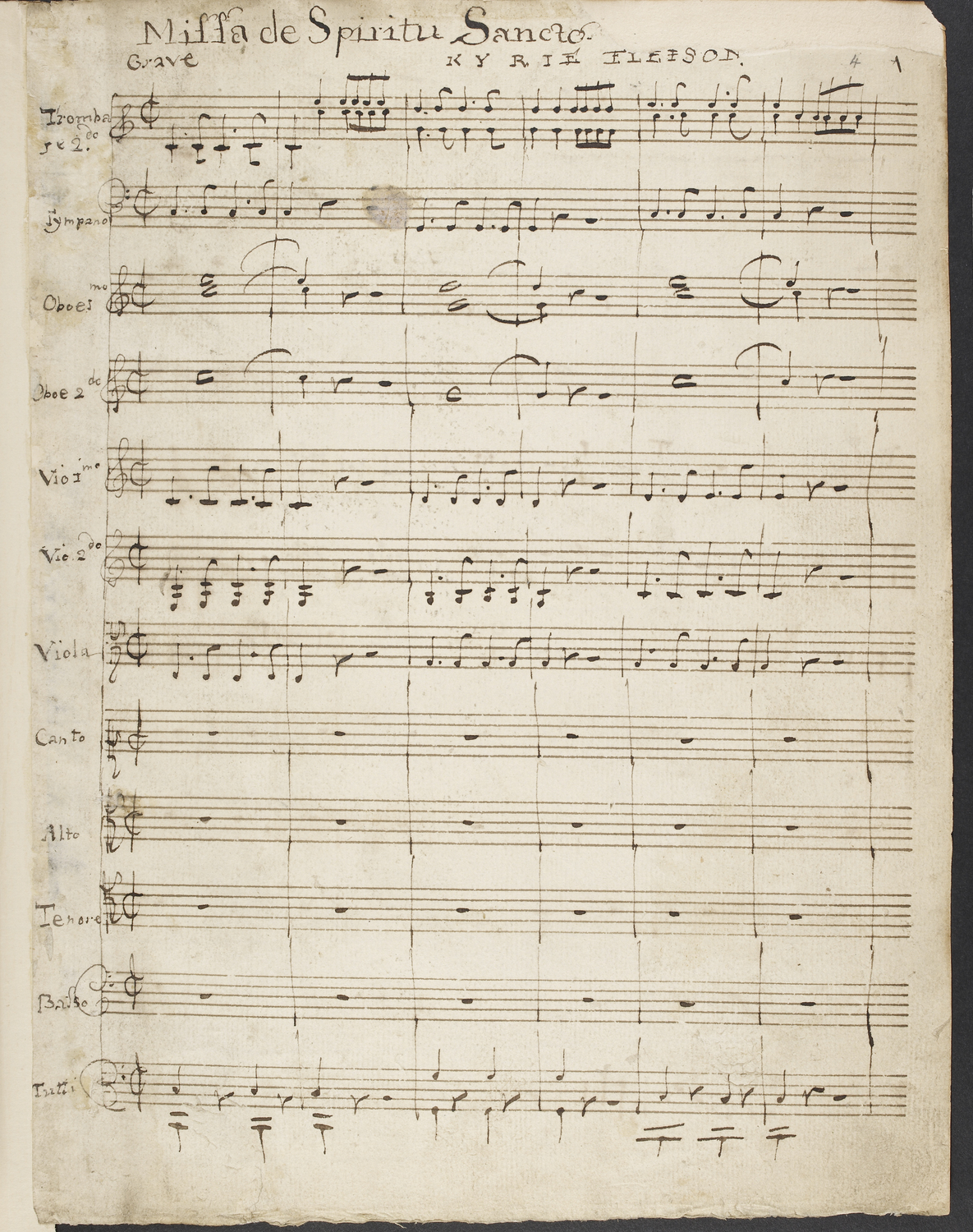
Missa de Spiritu Sancto manuscrita por Wesley

En 1784, Wesley se convirtió de forma privada al Catolicismo, con gran disgusto de su tío John Wesley. Su propio padre expresó su opinión con estas palabras:

Aunque listo y resuelto a hundirse en el oscuro abismo

Y a desechar su alma

Ese veneno de la secta romana

Oh, no permitas que infecte su alma

Para celebrar su conversión, Samuel compuso una elaborada Misa titulada Missa de Spiritu Sancto, que dedicó al papa Pío VI. Según su obituario, posteriormente podría haber negado su conversión.

## Carrera
Samuel mostró su talento musical cuando era aún muy joven. Fue reconocido como Niño prodigio en el ámbito de la música británica junto con su hermano mayor, Charles.  No tardó en dominar el violín, el clavecín y el órgano. A los  ocho años ya era conocido por sus dotes de compositor y su capacidad de improvisación.  Su padre, Charles, escribió:

Tenía ocho años de edad cuando el Dr. [William] Boyce vino a vernos y me abordó con un mensaje: "Señor, he oído que tiene un Mozart inglés en su casa". Llamé a Sam para que respondiera por sí mismo. Para entonces ya había garabateado su Oratorio de "Ruth". El Doctor lo examinó con mucha atención y pareció muy satisfecho con la actuación. Sus palabras fueron: 'Estos aires están entre los más bellos que he visto. Este chico escribe de forma natural un bajo tan creíble como pueda hacerlo yo a base de reglas y estudios'.

Wesley trabajó como director, profesor de música y conferenciante. Fue uno de los pioneros de los recitales de órgano en el Reino Unido, ya que antes de su época, el espectáculo no se consideraba una actividad adecuada para un edificio religioso. A pesar de la reputación de ser el mejor improvisador de órgano de Inglaterra, nunca consiguió un puesto de organista, aunque solicitó el del  Foundling Hospital en 1798 y 1813 y el de la iglesia de san Jorge de Hanover Square 1824. Parece que el sector musical británico no le consideraba una persona fiable, quizás debido a su carácter franco y a su poco convencional vida privada. A partir de 1815 sufrió una escasez crónica de dinero y depresión, hasta el punto que tuvo que pedirle a Vincent Novello trabajo como copista.
Su habilidad como organista estaba tan bien considerada que fue presentado y pudo tocar para Felix Mendelssohn en septiembre de 1837, un mes antes de su muerte. Mendelssohn daba un recital en Christ Church Newgate y persuadió a Wesley de que le acompañara.
Francis Routh compiló una lista de todas las obras para órgano e himnos compuestos por Wesley, aunque posteriormente se han descubierto más piezas.  Esta sería la lista completa de la producción musical de Wesley:   
- Más de 120 piezas para órgano
- 41 motetes latinos y la cantata Confiteor tibi Domine
- Al menos dos misas, la Missa Solemnis y la ya mencionada Missa de Spiritu Sancto, su mayor obra, compuesta para solistas y coro, cuerdas, oboes, cuernos, trompetas y tambores.
- 6 sinfonías y 4 obras de tipo obertura
- 5 conciertos de órgano; 4 conciertos de violín; 2 conciertos de clavecín; 2 cuartetos de cuerda; la Sinfonia Obligatto para órgano, violín y violoncelo; un quinteto para cuerdas,  órgano y dos cuernos.
- Al menos 65 piezas para piano y más de 100 himnos.
- Himnos no religiosos en un número que el propio Wesley describió como "demasiado grande para concretar".
- Numerosos arreglos de obras de otros compositores, como los realizados a obras de órgano de Bach para adaptarlas a los órganos ingleses, menos flexibles.

Muchas de sus composiciones mejor conocidas fueron obras religiosos, entre ellas En exitu Israel. Sus composiciones seculares incluyen el madrigal en cinco partes O singe unto mie roundelaie, basado en el conocido poema de Thomas Chatterton, que presentó al premio Cup de la Madrigal Society en 1813.
No obstante, buena parte de sus obras se publicaron en el momento de su composición y quedaron olvidados, por lo que es difícil encontrar copias de esas obras. Una considerable cantidad de sus obras solo existen en manuscrito.
El estilo compositivo de Weslley es ecléctico, con influencia del Barroco tardío, el Clasicismo y más tarde el Romanticismo. 
En 1788, Wesley fue iniciado en la Francmasonería en la Logia de la Antigüedad de Londres. 
En 1788 Wesley estuvo iniciado a Francmasonería en la Logia de Antigüedad, Londres. El Duque de Sussex lo nombró Gran Organista de la Primera Gran Logia de Inglaterra en 1812, puesto que conservó durante el proceso de unificación masónica de 1813, convirtiéndose en el primer Gran Organista de la Gran Logia Unida de Inglaterra de 1813 a 1818.
Samuel Wesley murió en 1837 a los 71 años, y fue enterrado en la Iglesia de St. Marylebone, en Londres.